# 48801 Penninger
48801 Penninger este un asteroid din centura principală de asteroizi.

## Descriere
48801 Penninger este un asteroid din centura principală de asteroizi. A fost descoperit pe 22 octombrie 1997 la Linz de Erich Meyer. Asteroidul prezintă o orbită caracterizată de o semiaxă mare de 2,79 ua, o excentricitate de 0,23 și o înclinație de 7,8° în raport cu ecliptica.